# Herrschaftsgericht Triefenstein
Das Herrschaftsgericht Triefenstein war ein Herrschaftsgericht der Familie Löwenstein-Wertheim-Freudenberg. Es bestand von 1814 bis 1821. Es befand sich im Untermainkreis des Königreichs Bayern.

## Geschichte
Am 1. Oktober 1814 wurde das Herrschaftsgericht genehmigt und aus den Amtsorten Oberaltenbuch, Rettersheim, Schollbrunn, Trennfeld mit Triefenstein, Unterwittbach und Wiebelbach gebildet. Zwischen 1820 und 1824 kam die Gemeinde Oberaltenbuch zum Landgericht Stadtprozelten. Im Jahre 1821 wurde das Herrschaftsgericht aufgelöst und mit dem Herrschaftsgericht Kreuzwertheim vereinigt.